# Cynelos
Cynelos is een geslacht van uitgestorven roofdieren uit de familie van de beerhonden. Dit dier was tijdens het Mioceen wijdverspreid over de noordelijke continenten.

## Voorkomen
Cynelos ontwikkelde zich in het Laat-Oligoceen in Europa en ongeveer 23 miljoen jaar geleden migreerde dit roofdier naar Azië, Noord-Amerika en noordelijk Afrika. Op het Amerikaanse continent reikte het verspreidingsgebied van Cynelos tot in Panama met een fossiele vondst in de Culebra-kloof.

## Kenmerken
Cynelos was ongeveer 80 tot 85 kilogram zwaar en deze beerhond had korte poten. Het was een opportunistische carnivoor.